# مسعود زارعی
مسعود زارعی (زاده ۳ شهریور ۱۳۶۰ در تهران) بازیکن سابق و مربی فوتبال اهل ایران است.
سوابق و افتخارات
وی سابقه قهرمانی در جام حذفی با باشگاه فوتبال صبای قم در فصل ۸۴–۱۳۸۳ را دارد. او در سال ۱۳۸۵ به پرسپولیس پیوست و در فصل ۸۷–۱۳۸۶ توانست با این تیم قهرمان لیگ برتر شود.
همچنین در سال ۱۴۰۳ به‌عنوان سرمربی تیم نونهالان پرسپولیس، موفق به کسب عنوان قهرمانی مسابقات لیگ برتر نونهالان شد.